# Allepipona perspicax
Allepipona perspicax är en stekelart som beskrevs av Giordani Soika 1987. Allepipona perspicax ingår i släktet Allepipona och familjen Eumenidae. Inga underarter finns listade i Catalogue of Life.